# Vukotići (Olovo)
Vukotići es un pueblo ubicado en el municipio de Olovo, en el cantón de Zenica-Doboj, Bosnia y Herzegovina.

## Superficie
Posee una superficie de 8,79 kilómetros cuadrados.

## Demografía
Hasta 2013 la población era de 251 habitantes, con una densidad de población de 28,6 habitantes por kilómetro cuadrado.